# Bill est un gros rapporteur !
Bill est un gros rapporteur ! est le trente-septième album de la bande-dessinée Boule et Bill, dessiné par Jean Bastide.

## Présentation de l'album
Au petit matin, le réveil de Boule sonne. Mais le garçon n’a pas le temps de s’étirer que son chien Bill saute déjà sur son lit, ravi de le voir enfin éveillé pour jouer. Il le léchouille, il lui tire le pantalon du pyjama en bas du lit… Boule se lève ainsi de fort bonne humeur et plein de peps. Un secret de dynamisme que ses parents ne comprennent pas lorsqu’ils prennent le petit-déjeuner en famille…
Après un bisou à son papa et à sa maman, Boule part à l’école, laissant son chien Bill comme une âme en peine devant la fenêtre, le regardant s’éloigner. Les parents sont persuadés que le chien s’en va ensuite à la fenêtre de la chambre pour le voir s’éloigner au loin. En réalité, si Bill fonce dans l’escalier, c’est pour pouvoir se vautrer sur le lit, à lui tout seul.
Boule et son pote Pouf rentrent de l’école en trainant leur lourd cartable après une journée difficile – contrôle de maths ! Boule les accueille enjoué sur le trottoir et s’empresse de porter le cartable de Boule jusqu’à la maison. Pouf le trouve extrêmement bien dressé ! En réalité, si Bill est aussi empressé de porter le cartable de son petit maître, c’est pour pouvoir fouiller à l’intérieur à la recherche de miettes de son goûter…

## Personnages principaux
- Boule, le jeune maître de Bill, jamais à court d'idées lorsqu'il s'agit d'aventures.
- Bill, le cocker roux susceptible et farceur.
- Caroline, la tortue romantique amoureuse de Bill.
- Pouf, le meilleur ami de Boule, qui entretient des rapports légèrement... conflictuels avec Bill !
- Les parents de Boule, toujours présents pour surveiller la petite famille et y mettre de l'ordre (ou non).

### Articles externes
- « Boule et Bill -37- Bill est un gros rapporteur ! », sur bedetheque.com.
- Boule et Bill - Tome 37 : Bill est un gros rapporteur ! sur dargaud.com (consulté le 13 mars 2022).